# Croton argyranthemus
Espèce
Croton argyranthemus est une espèce de plantes à fleurs du genre Croton et de la famille des Euphorbiaceae, présente en Géorgie, en Floride, en Louisiane, au Texas, au Nouveau-Mexique et au Mexique (Nuevo León).
Il a pour synonymes :
- Drepadenium argyranthes, (Michx.) Raff.
- Oxydectes argyranthema, (Michx.) Kuntze